# IC 4512
IC 4512 ist eine Balken-Spiralgalaxie vom Hubble-Typ SBc im Sternbild Bärenhüter am Nordsternhimmel. Sie ist schätzungsweise 402 Millionen Lichtjahre von der Milchstraße entfernt.
Das Objekt wurde am 25. Juli 1903 von Stéphane Javelle entdeckt.